# Форум за женское действие
Форум за женское действие (англ. Women's Action Forum, WAF) — организация по защите прав женщин в Пакистане.

## Предыстория
Форум за женское действие был создан в ответ на введение в действие указов «Худуд», новой формы уголовного кодекса Пакистана, в целях улучшения осложнившегося положения женщин в обществе. Эти законы в Пакистане, были приняты в 1979 году в рамках исламизации Пакистана Мухаммедом Зия-уль-Хаком, шестым президентом Пакистана. Он заменил части Уголовного кодекса Пакистана британской эпохи, добавив новые уголовные преступления, такие как прелюбодеяние и блуд, а также новые наказания в виде порки, ампутации и забивания камнями до смерти.

## История
Форум за женское действие был основан в Карачи в сентябре 1981 года группой пятнадцати женщин. Основательницы форума — Фарида Шер, Самина Рехман, основательница неправительственной организации «Ширкат Гах» (англ. Shirkat Gah) Наджма Садек (1943-2015) , Рухсана Рашид, Газала Рахман Рафик, глава «Ширкат Гах» Фарида Шахид, Фариха Зафар, Абан Маркер Кабраджи, член «Ширкат Гах» Зохра Юсуф, основатель Центра прикладных социально-экономических ресурсов (англ. Applied Socio-Economic Resource Center, ASR) Нигхат Саид Хан,  Хумайра Рехман, Султанат Бохари, Хавар Мумтаз, участник «Ширкат Гах» Хильда Саид, Лала Рукх (1948 – 2017), Нигяр Ахмед (1945 – 2017) и Насрин Азхар.
Некоторые из учредительниц были связаны с Лахорской гимназией, Национальным колледжем искусств Лахора и неправительственными организациями «Симург» англ. Simorgh, «Общество по развитию образования» (англ. Society for Advancement of Education, SAHE) и Фонд Аурат.
Среди организаций, которые одобрили устав форума были «Ассоциация демократических женщин», «Техрик-и-Нисван», «Ширкат Гах», «Ассоциация женщин-юристов Пакистана», Всепакистанская женская ассоциация и позднее «Синдхиани Тахрик».
Женщины из организаций гражданского общества в Карачи стали основателями форума, к которому в течение года присоединились отделения в Лахоре Пенджаба и в столице Пакистана — Исламабаде. В Карачи, Лахоре, Исламабаде, Хайдарабаде, Пешаваре и Кветте участники форума договорились о коллективном руководстве, сформулировали политические заявления и приняли участие в политических действиях по защите правового положения женщин.

## Известные участники
В 1982 году Нигяр Ахмед (1945 – 2017) основала отделения в Исламабаде и Лахоре. В 2008 году Амар Синдху вместе с Арфаной Маллах основали отделение форума в Хайдарабаде. Известная феминистка Афия Шехрбано Зия является активным членом форума в Карачи.